# 淡路修三
淡路 修三（あわじ しゅうぞう、1949年8月13日 - ）は、日本の囲碁棋士。東京都出身、伊藤友恵七段門下、日本棋院東京本院所属、九段。名人戦、本因坊戦挑戦者など。青山学院大学法学部卒業。 
読み合い、ねじり合いを信条とする戦闘的な棋風から「ロッキー」の異名をとる。

## 経歴
西松建設に務める父の影響で小学校入学前に囲碁を覚え、西松建築の社長が後援会長だった縁で、1955年、6歳で伊藤友恵に入門。戦闘的な棋風を師から受け継ぐ。1968年入段、1975年五段。1979年に棋聖戦七段戦準優勝し、全段争覇戦に出場。1982年本因坊戦リーグ入り。1983年八段戦優勝、全段争覇戦で優勝して最高棋士決定戦出場。同年、碁聖戦、天元戦挑戦者となり、棋道賞殊勲賞受賞。
1984年九段、本因坊リーグ5勝2敗で挑戦者となる。1987年、27勝10敗の成績で棋道賞敢闘賞。1989年名人戦リーグ6勝2敗で、林海峰とのプレーオフに勝って挑戦者となり、この頃からロッキーの呼び名が定着する。同年王座戦挑戦者決定戦進出、棋道賞殊勲賞。1993年の日中スーパー囲碁では、馬暁春、聶衛平に連勝して日本勝利をもたらした。1994年NHK杯テレビ囲碁トーナメントベスト4。2000年棋聖戦Aリーグ4勝1敗で優勝、挑戦者決定戦で趙善津に敗れる。
2015年9月に公式戦通算1000勝（592敗3持碁1無勝負）を達成。

### タイトル
- 首相杯争奪戦 2期（1977年、1981年）
- 新鋭トーナメント戦 2期（1978年、1980年）

### 主な戦績
国際棋戦
- 世界囲碁選手権富士通杯 4位 1993年（○張文東、○馬暁春、○趙治勲、×劉昌赫、×加藤正夫）
- 応昌期杯世界プロ囲碁選手権戦 ベスト8 1992、96、2000年
- 東洋証券杯世界選手権戦 ベスト8 1992年
- 日中囲碁交流
  - 1978年 2-1-1
  - 1985年 1-1-1 劉小光
  - 1987年 2-0 馬暁春、2-1 江鋳久
  - 1988年 0-2 聶衛平
- 日中スーパー囲碁
  - 1984年 0-1（×江鋳久）
  - 1988年 0-1（×聶衛平）
  - 1991年 2-1（○張文東、○陳臨新、×兪斌）
  - 1993年 2-0（○馬暁春、○聶衛平）
- 真露杯SBS世界囲碁最強戦
  - 1992年 0-1（×曹大元）
  - 1997年 0-1（×兪斌）
- 農心辛ラーメン杯世界囲碁最強戦
  - 2001年 0-1（×邵煒剛）
- CSK杯囲碁アジア対抗戦
  - 2002年 0-2（×劉昌赫、×邵煒剛）

国内棋戦
- 1975年 大手合一部優勝
- 1983年、碁聖戦挑戦者。大竹英雄に2-3で敗退。
- 1983年、天元戦挑戦者。片岡聡に1-3で敗退。
- 1984年、本因坊戦挑戦者。林海峰に1-4で敗退。
- 1989年、名人戦挑戦者。小林光一に1-4で敗退。
- 2000年、棋聖リーグA組優勝。
- 2012年、棋聖リーグ入り。
- 2016年、マスターズカップ準優勝。
- 棋聖戦最高棋士決定戦4期出場・棋聖リーグ4期、本因坊戦リーグ5期、名人戦リーグ8期、在籍。

## 著作
- 『発想を変える淡路語録』日本棋院、2001年
- 『秘伝・すぐに効果がでる「淡路語録」 (NHK囲碁シリーズ) 』日本放送出版協会、2003年
- 『淡路修三 (囲碁文庫―打碁鑑賞シリーズ)』日本棋院、2005年
- 『淡路塾特訓コース1 モタレ攻め指南』毎日コミュニケーションズ、2007年
- 『アマの知らない打ち込み対策事典』毎日コミュニケーションズ、2007年
- 『石の強弱判断事典』毎日コミュニケーションズ、2008年
- 『ヨセがやさしくなる淡路語録』NHK出版、2011年
- 『淡路流 戦いを極める3つの秘法』マイナビ、2012年
- 『ひと目でわかる大ヨセ事典 〜ヨセの大きさ一覧表付〜』マイナビ、2013年
- 『アマの知らない打ち込み対策・大ヨセ事典』マイナビ、2015年
- 『劇的に筋が良くなる碁の本 〜俗筋が本筋に変わる5つの法則〜』マイナビ、2017年